# Alfred Hage
 (juillet 2021).
Si vous disposez d'ouvrages ou d'articles de référence ou si vous connaissez des sites web de qualité traitant du thème abordé ici, merci de compléter l'article en donnant les références utiles à sa vérifiabilité et en les liant à la section « Notes et références ».
Pour les articles homonymes, voir Hage.
Peter Anton Alfred Hage (31 décembre 1803 - 6 mars 1872) est un riche marchand, homme politique, propriétaire terrien, mécène et philanthrope danois.

## Biographie
Alfred Hage est né à Stege sur l'île de Møn, fils du marchand Christopher Friedenreich Hage et de Christiane Arnette Hage, née Just (1778-1866). La famille Hage est d'origine hollandaise et compte des marchands au moins depuis le XVIIe siècle. Hage est le frère des hommes politiques Hother Hage (1816-1873) et Johannes Dam Hage (1800-1837), dont le rôle est important dans l’abolition de l’absolutisme au Danemark.
Destiné à une carrière universitaire, Hage est plus intéressé à suivre les traces de son père dont il rejoint l'entreprise dès l'âge de 16 ans. Lorsque le marchand et armateur Hans Puggaard, marié à sa sœur Bolette, ouvre une succursale à Nakskov en 1862, il recrute Hage comme directeur. Sous sa direction, l'entreprise monopolise l'exportation de céréales de l'île de Lolland et améliore significativement de la qualité du grain, en guidant les propriétaires fonciers et en faisant la promotion des meilleures variétés lors des expositions locales.
En 1841, Hage devient associé de Puggaard et s'installe à Copenhague. Hage contribue alors à augmenter l'exportation de céréales danoises vers l'Angleterre ainsi que l'importation de produits tels que café ou sucre. La société possède une importante flotte de navires marchands et Hage devient l'un des armateurs et marchands les plus prospères de son époque au Danemark. En 1859, il achète le manoir Nivaagaard et plusieurs autres fermes à Nivå en Zélande du Nord. Il acquiert également le manoir Oremandsgaard près de Præstø en 1861, ainsi que plusieurs domaines en Suède.
Hage vit successivement à Kronprinsessegade 20 (de 1843 à 1848), puis dans un immeuble aujourd'hui démoli à Torvegade (jusqu'en 1858), avant de s'installer à Ny Kongensgade 6 (1859-1860), à Bredgade 45 (1861), et enfin au prestigieux Palais Harsdorff sur Kongens Nytorv où il vit ses dix dernières années de 1862 à 1872.

## Vie privée
Alfred Hage épouse Frederikke Vilhelmine Faber (18 février 1810 - 23 décembre 1891) le 28 août 1840 à l'église de Stege. Il est le père de Johannes Hage (1842-1923), philanthrope, homme politique et fondateur du musée de Nivaagaard, et d'Alfred Hage (1843-1922), de Oremandsgaard, un temps ministre de l'agriculture.
Hage porte un grand intérêt aux arts. Ses maisons à Copenhague et à Stokkerup sur la côte de l'Øresund sont fréquentées par des écrivains, artistes, politiciens et acteurs, et les murs sont recouverts de fresques et tableaux de peintres de l’âge d’or danois. Ses filles sont toutes trois mariées à des personnalités culturelles: le compositeur Peter Heise avec Ville (Vilhelmine), le sculpteur Vilhelm Bissen avec Hanne, et le poète  Carl Ploug avec Elisa.
C'est Hage qui commande à Constantin Hansen la célèbre peinture de l’Assemblée nationale constituante danoise qui se trouve aujourd'hui au musée de Frederiksborg à Hillerød.
Hage est décédé le 6 mars 1872. Il est enterré au cimetière Holmens à Copenhague.

## Politique
Comme toute sa famille, Hage est très engagé dans la mouvance nationale-libérale. Sa nièce, Maria Puggaard, est mariée à l'homme d'État Orla Lehmann, sa fille Elisa est mariée au poète et homme d'État Carl Ploug, et ses frères Johannes Dam Hage et Hother Hage sont également des hommes politiques importants. Hage est élu au parlement danois à Copenhague de 1852 à 1866, puis à Roskilde de 1868 jusqu'à sa mort. Il défend l'abolition de l'absolutisme au Danemark en 1848 puis est impliqué dans le travail pour la Constitution danoise en 1855 et en 1864.

## Sources
- Alfred Hage, dans: Dansk Biografisk Leksikon
- Nivaagaards Historie, in: Nivaagaard malerisamling
- Alfred Hages samling, famile og Politik, in: Fredensborg Lokalavis, 7 septembre 2017